# Préférences (Gracq)
Pour les articles homonymes, voir Préférences.
Préférences est un recueil de textes de Julien Gracq publié en 1961.

## Contenu
Préférences reprend le pamphlet de 1950, La Littérature à l'estomac, le texte d'un entretien radiophonique de 1954 (« Les Yeux bien ouverts ») et celui d'une conférence prononcée en 1960 à l'École normale supérieure (« Pourquoi la littérature respire mal »).
Ces textes sont suivis d'études sur des auteurs ou des ouvrages :
- Comte de Lautréamont (« Lautréamont toujours »)
- Poisson soluble d'André Breton (« Spectre du Poisson soluble »)
- François-René de Chateaubriand (« Le Grand Paon »)
- Arthur Rimbaud (« Un centenaire intimidant »)
- Edgar Allan Poe (« Edgar Poe et l'Amérique »)
- Bajazet de Jean Racine (« À propos de Bajazet »)
- Béatrix d'Honoré de Balzac (« Béatrix de Bretagne »)
- Les Diaboliques de Jules Barbey d'Aurevilly (« Ricochets de conversation »)
- Penthésilée de Heinrich von Kleist (« Le printemps de Mars »)
- Ernst Jünger (« Symbolique d'Ernst Jünger »)
- Novalis (« Novalis et Henri d’Ofterdingen ») — ajouté pour la réédition de 1969.